# Kirschau
Kirschau è una frazione della città tedesca di Schirgiswalde-Kirschau.

## Storia
Kirschau costituì un comune autonomo fino al 1º gennaio 2011.